# Lærdal
Lærdal is een gemeente in de Noorse provincie Vestland. De gemeente werd gesticht op 1 januari 1838. Årdal werd afgesplitst van Lærdal in 1860. Borgund werd afgesplitst van Lærdal in 1864, maar weer samengevoegd met Lærdal op 1 januari 1964. De gemeente telde 2159 inwoners in januari 2017. 
Ongeveer 1200 van de inwoners wonen in het de grootste kern Lærdalsøyri; de overige in de kleine plaatsjes Borgund, Ljøsne, Tønjum, Erdal, Vindedalen, Frønningen en Strendene.
In de oude kern Lærdalsøyri is een straatje met huizen daterend uit circa 1800. Deze zijn een beschermd stadsgezicht.
Een grote brand in de nacht van 18 op 19 januari 2014 heeft grote delen van de stad in puin gelegd.
|  |

In Lærdal bevindt zich het Norsk Villakssenter (Noorse Wilde Zalmcentrum). In de omgeving is de staafkerk van Borgund, een van de oudste staafkerken van Noorwegen (gebouwd omstreeks 1150).
Vanaf Laerdal loopt de bij opening langste autotunnel ter wereld: de Lærdalstunnel.
Het dal Lærdalen is lang, het loopt van Hemsedal in het oosten tot de Sognefjord in het westen. Lærdal heeft een lange agrarische traditie. Ondanks een landklimaat zijn de winters er milder door de temperatuur van het water in de fjord.

## Galerij

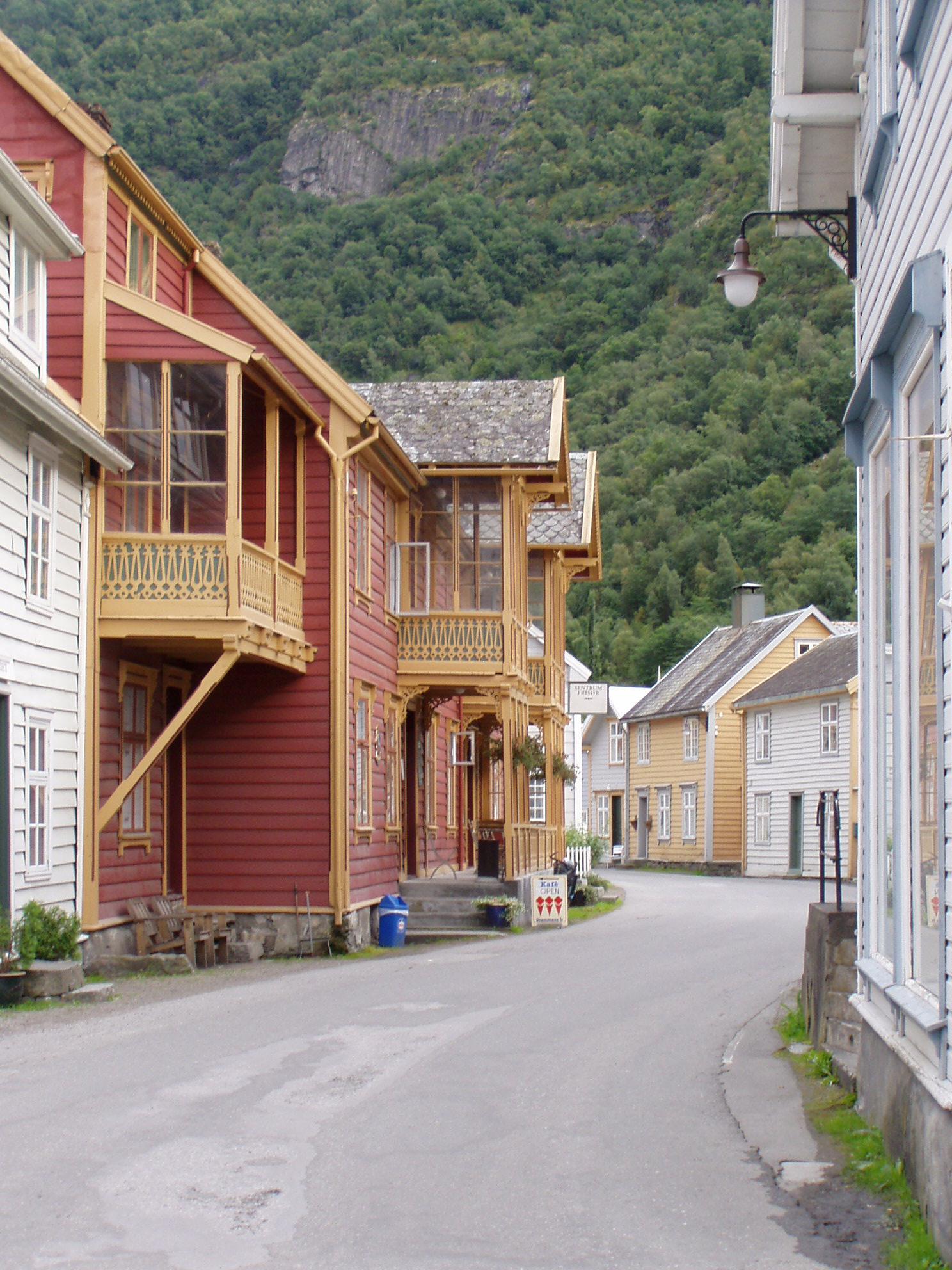
Straatje met oude Noorse huizen
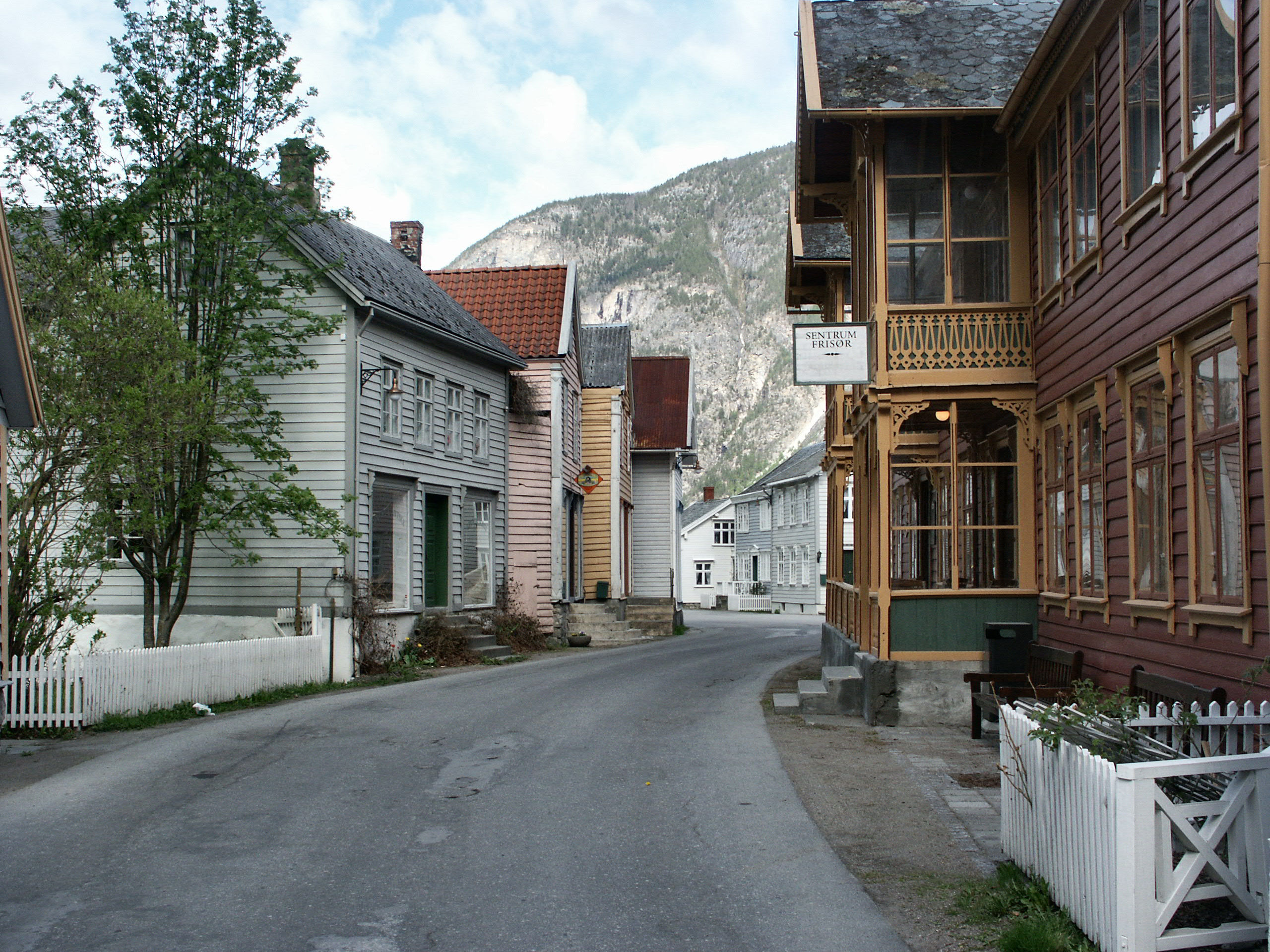
Straatje met oude Noorse huizen
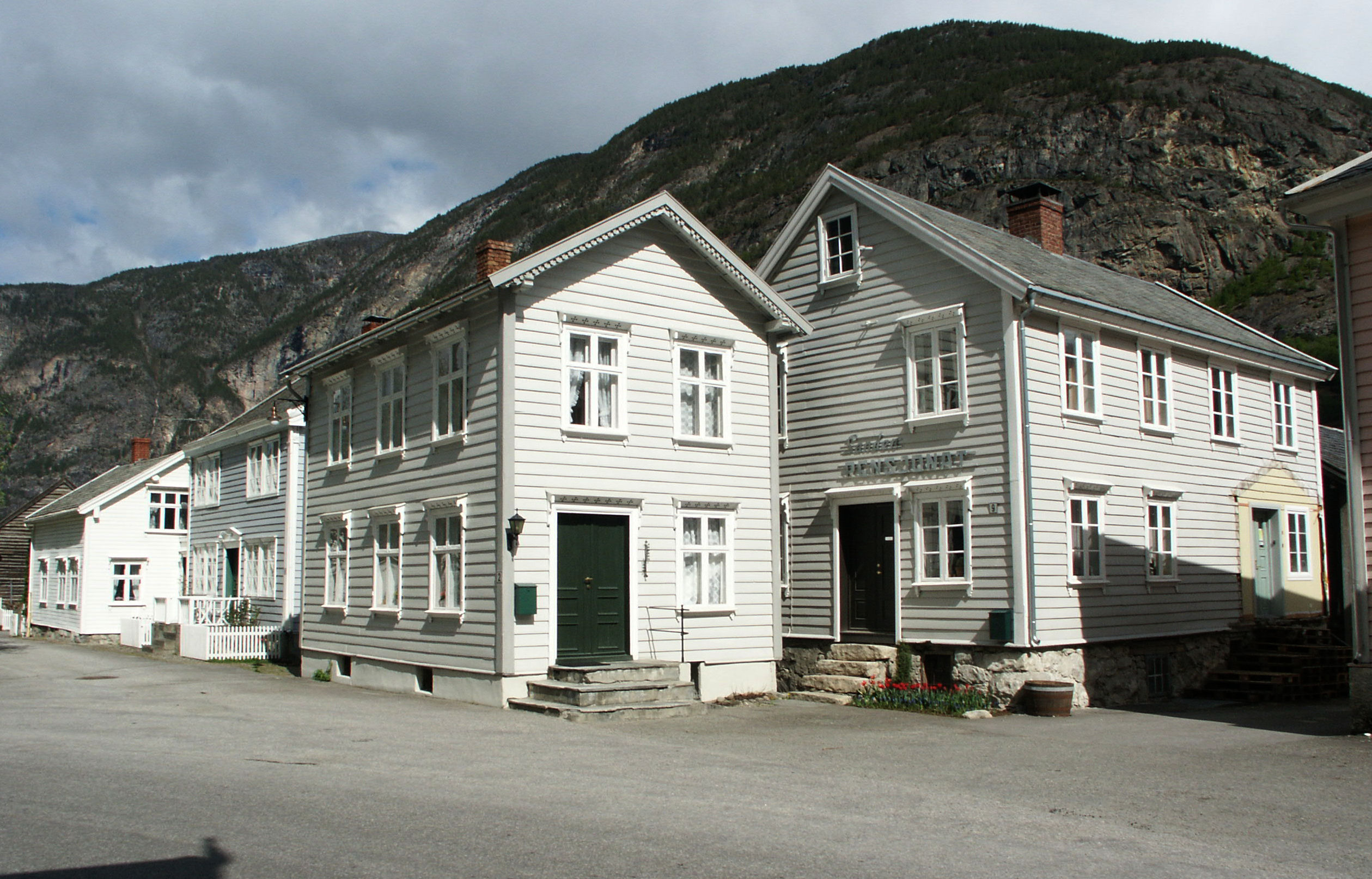
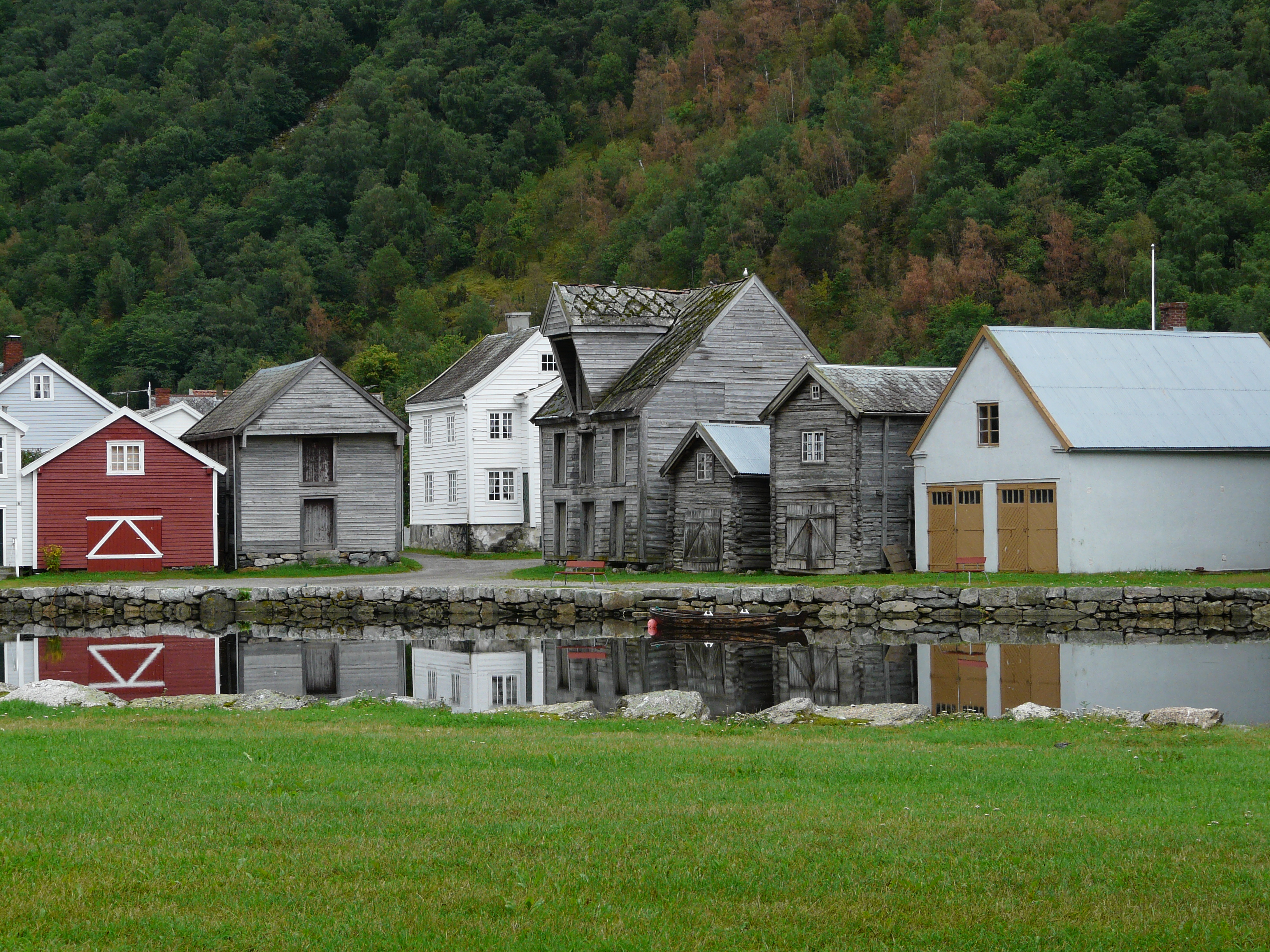
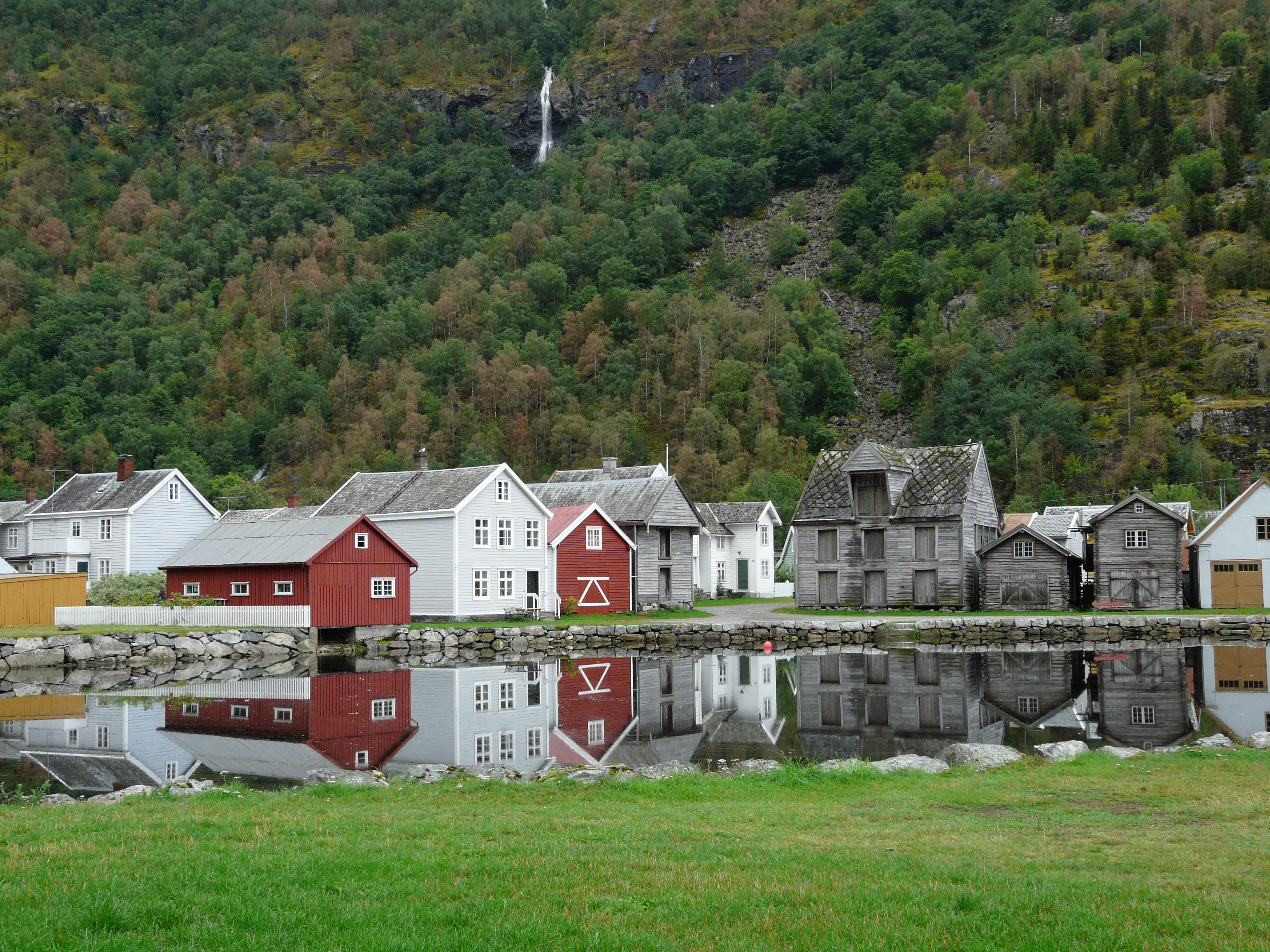
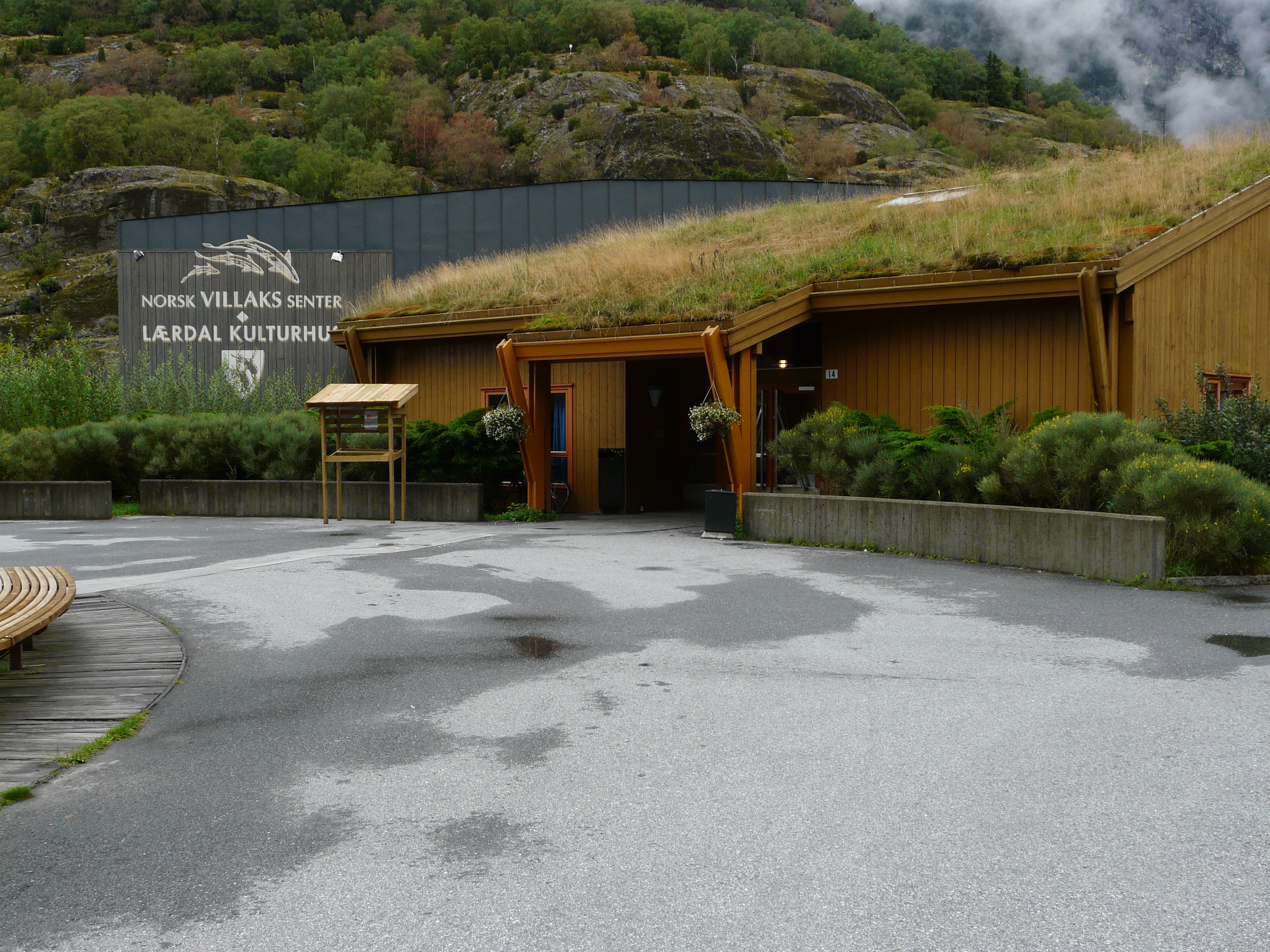
Norks Villaksenter